# La Ferrière-Béchet

La Ferrière-Béchet este o comună în departamentul Orne, Franța. În 1 ianuarie 2022 avea o populație de 250 de locuitori.